# Louis Lefèvre
Pour les articles homonymes, voir Lefèvre et Louis Lefebvre.
Louis François Lefèvre, né le 18 avril 1773 à Salins (Jura), décèdé en 1833, est un clarinettiste classique français.

## Biographie
Louis Lefèvre est musicien aux gardes françaises de 1784 à 1789, puis passe à la Garde nationale en 1789. Il rentre comme professeur en 1795 et est réformé en 1802.
Il continue sa carrière musicale dans différentes musiques des gardes jusqu'en 1831.
Louis Lefèvre succède à Jean-Xavier Lefèvre comme  professeur de clarinette de 1824 à 1832 au conservatoire de Paris fondé en 1795; il devient ainsi le deuxième professeur de cette institution.
Il prend sa retraite en 1832.